# Advanced SystemCare Ultimate
Advanced SystemCare Ultimate — программное обеспечение, которое интегрирует антивирус, оптимизацию ПК и работу в интернете в единое решение. Программа предотвращает зависания и фатальные сбои без снижения производительности системы. Advanced SystemCare Ultimate можно использовать совместно с другими защитными программами.

## Принцип работы
Advanced SystemCare Ultimate сочетает в себе технологии антивируса BitDefender и собственный защитный механизм фирмы IObit.

## Функции

### Защита
- Анализ особенностей информационной безопасности Windows
- Обнаружение и удаление шпионских программ и рекламных модулей
- Защита при загрузке и совместном использовании файлов
- Безопасное пользование Интернетом
- Защита без снижения производительности системы

### Производительность
- Повышение производительности компьютера за счёт оптимизации Windows
- Повышение скорости работы в Интернет за счёт высвобождения собственной мощности системы с Internet Booster
- Оптимизация в режиме реального времени с Active Boost (Технология Active Boost непрерывно работает в фоновом режиме и обнаруживает неиспользуемые ресурсы)
- Глубокая очистка системного реестра
- Максимальная производительность жёсткого диска
- Более 20 «умных» средств для улучшения работы компьютера
- Возможность переключаться между режимом для работы и режимом для игр

### Защита личных данных
- Автоматическое удаление конфиденциальных данных
- Блокирование несанкционированного доступа к личным данным

## Критика
Некоторые пользователи критикуют программу за то, что она выполняет «фиктивные» действия. Например, находит вирусы и трояны после собственной же очистки системы. По лёгкости установки программа получила одну звезду из 5, так как из 12 тестовых систем корректно она была установлена только на 11.